# ゆかいなめざまし時計
「ゆかいなめざまし時計」（ゆかいなめざましどけい）は、イタリアの童謡を原曲とした日本の歌である。また、同曲の原曲であるイタリア語の歌曲もこの名称で言及されることがある。
- 作詞：ルチアーノ・ベレッタ (it:Luciano Beretta)、ジュリオ・チェーザレ・カディレ
- 訳詞：峯陽
- 作曲：ベニャミーノ・レイターノ (Beniamino Reitano)、フランチェスコ・レイターノ (Francesco Reitano)
- 編曲：福田和禾子

## イタリア語原曲
原曲はイタリアの国際歌唱コンクール『第15回 ゼッキーノ・ドーロ』（1973年）で金貨賞を受賞した「La sveglia birichna」（原題の大意：いたずら好きの目覚まし時計）である。歌唱はファビオーラ・リッチ（Fabiola Ricci）であったが、最終日は体調を崩したため、ゼッキーノ・ドーロでコーラスを務める児童合唱団のピッコロ・コーロ・デラントニアーノからカテリーナ・ツァレッリ (Caterina Zarelli)が代理に立ち歌唱した。
ゼッキーノ・ドーロの出場曲をアニメDVD化した「I cartoni dello Zecchino d'Oro」では、オリジナル版の第2巻およびリメイク版の第1巻に収録されている。

## 日本語カバー版
1974年4月 - 5月、NHKの『みんなのうた』で紹介。歌は天地総子と川崎少年少女合唱団。前半では目覚ましが鳴っても起きようとしない父の様子や、通勤・通学といった、朝の様子を歌い、後半では時々寝ぼけて1時間早くなるという内容。歌詞は目覚ましのベルの音を「ジリジリジャン」という、独特の擬音で表現している。映像はアニメで、同じ「ゼッキーノ・ドーロ」出身曲「自動車になったカメの歌」で『みんなのうた』初参加した堀口忠彦が担当。
長期に渡って再放送はされていなかったが、2011年開始の『みんなのうた発掘プロジェクト』で音声が発見され、ラジオのみではあるが、2012年4月 - 5月に38年ぶりに再放送された。その後同プロジェクトで映像も発見され、2016年2月に『みんなのうたお楽しみ枠』限定で再放送された（サイドパネル付き / ニュープリント）。